# 伊勢貞助
伊勢 貞助（いせ さだすけ）は、戦国時代の室町幕府幕臣。伊勢貞遠の子。子に伊勢貞知・興正寺証秀室など。初名は貞堯。通称は与一。一時出家して、牧雲斎常真と名乗った。

## 経歴・人物
政所執事であった伊勢貞陸の孫にあたる。兄である伊勢貞充が没したのを受けて貞遠の後継ぎとなり、天文8年（1539年）頃に家督を継いだ。ところが同年9月に作成された「筑後国高良法楽三十首」には「常真伊勢貞堯」と記されていることから、家督継承後に何らかの事情で出家したとみられている。
天文19年（1550年）、京都を脱出した足利義輝・細川晴元・伊勢貞孝らの代わりに京都を支配していた三好長慶に召し出された。当時、長慶は朝廷や諸大名との外交交渉や彼が後ろ盾になっていた細川氏綱の権威づけのために室町幕府の武家故実や書札礼を知る者を求めており、当時隠棲状態にあった貞助が召し出されたとみられている。長慶の後押しで天文22年（1553年）以前に出家の身で父・貞遠の官職である加賀守に任ぜられ、同年閏正月には将軍である足利義輝の元に出仕して幕府への復帰を果たした（『言継卿記』）。更に弘治年間に入ると、還俗して貞助と名乗っている。
こうした経緯から、室町幕府の奉公衆・申次衆として足利義輝に仕えながら、三好長慶・義興（義長）父子や松永久秀と共に行動することが多く、三好氏における政治・儀礼の顧問的役割を担った。室町幕府内では親三好政権と言える存在であった。特に永禄8年（1565年）に足利義輝が三好三人衆らに襲われて殺害された永禄の変の際には他の奉公衆が将軍を守るために戦っている最中に室町幕府歴代の重宝が入った唐櫃を御所から運び出し、その後に三好三人衆が推す足利義栄に仕えてその将軍宣下に奔走している。こうした事情から義輝の弟である足利義昭が将軍に就任すると引退した。著作である『雑々書札』に天正元年（1573年）の年次と70歳の年齢が記されていることや他の写本に72歳の奥書が記されているものがあることから、天正3年（1575年）までは健在であったとみられる。嫡男の貞知は既に同族の因幡守家を継いでいたため、足利義昭に仕えることが許されたが、義昭が織田信長に追放される以前に既に近衛家の家臣に転じている。
貞助の著作として知られているものとして『伊勢家鷹書薬餌抜書』・『伊勢貞助雑記』・『伊勢貞助返答記』・『御成記』・『貞助記』・『下間大蔵法橋尋申条々』・『鷹之鳥台居之事伝』・『武雑書札礼節』・『返答』・『伊勢因幡入道并常真返答』・『伊勢常真記』・『伊勢常真書札之事』・『伊勢友枕斎伊勢常真返答書』・『書札覚悟』・『姓名録抄』・『鷹之事』・『書札礼節』・『雑々聞撿書』・『雑々書札』・『鳩拙抄』・『三好義長亭御成記』などが知られている。また、後に江戸幕府が編纂した室町幕府の歴史書『後鑑』には『伊勢貞助記』と呼ばれる書からの引用が多数みられるが、木下聡によれば貞助の著作である『貞助記』・『雑々聞撿書』・『雑々書札』・『聞書』（父・貞遠の著作の写本）の4冊の本から抽出されたものと推定される。